# Здание гостиницы «Десна»
Здание гостиницы «Десна» — памятник архитектуры местного значения в Чернигове. В настоящее время в здании размещается Хозяйственный суд Черниговской области.

## История
Решением исполкома Черниговского областного совета народных депутатов от 09.02.1996 № 91 присвоен статус памятник архитектуры местного значения с охранным № 75-Чг.
Здание имеет собственную «территорию памятника» и расположено в «комплексной охранной зоне памятников исторического центра города», согласно правилам застройки и использования территории. На здании не установлена информационная доска.

## Описание
Вместе с другими зданиями образовывает архитектурный ансамбль Красной площади.
Кирпичный, 4-этажное, Г-образное в плане здание с мансардной крышей, где обустроен четвёртый этаж. Аркада из двух прямоугольных колон в два этажа акцентирует вход, где на втором этаже обустроены балконы. Над крышей здания возвышается бельведер (башней) — восьмерик с 8 окнами, разделёнными пилястрами. Фасад направлен на юго-восток к Красной площади. Фасады главный и торцевые завершаются фронтонами. В тимпане фронтона центрального фасада помещён декор и малый герб Украины. Имеется несколько балконов. Окна украшают различные наличники.
В 1949 году было построено 4-этажное здание гостиницы на 213 мест.
В настоящее время в здании размещается Хозяйственный суд Черниговской области.